# RCN Nuestra Tele Internacional
RCN Nuestra Tele Internacional è un'emittente televisiva colombiana visibile in Sud America, Oceania ed Europa.